# Petra Dallmann
Petra Dallmann, née le 21 novembre 1978 à Fribourg-en-Brisgau (Bade-Wurtemberg), est une nageuse allemande  médaillée de bronze du relais 4 × 200 m nage libre  aux Jeux olympiques d'Athènes en 2004.

## Palmarès

### Jeux olympiques
- Jeux olympiques de 2004 à Athènes (Grèce) :
  -  Médaille de bronze au titre du relais 4 × 200 m nage libre

### Championnats du monde

#### En grand bassin
- Championnats du monde 2001 à Fukuoka (Japon) :
  -  Médaille d'or au titre du relais 4 × 100 m nage libre

- Championnats du monde 2003 à Barcelone (Espagne) :
  -  Médaille d'argent au titre du relais 4 × 100 m nage libre

- Championnats du monde 2005 à Montréal (Canada) :
  -  Médaille d'argent au titre du relais 4 × 100 m nage libre

- Championnats du monde 2007 à Melbourne (Australie) :
  -  Médaille d'argent au titre du relais 4 × 200 m nage libre

- Championnats du monde 2009 à Rome (Italie) :
  -  Médaille d'argent au titre du relais 4 × 100 m nage libre

### Championnats d'Europe

#### En grand bassin
- Championnats d'Europe 2002 à Berlin (Allemagne) :
  -  Médaille d'or au titre du relais 4 × 100 m nage libre
  -  Médaille d'or au titre du relais 4 × 200 m nage libre

- Championnats d'Europe 2006 à Budapest (Hongrie) : 
  -  Médaille d'or au titre du relais 4 × 100 m nage libre
  -  Médaille d'or au titre du relais 4 × 200 m nage libre

#### En petit bassin
- Championnats d'Europe 2000 à Valence (Espagne) : 
  -  Médaille de bronze du relais 4 × 50 m nage libre

- Championnats d'Europe 2001 à Anvers (Belgique) : 
  -  Médaille de bronze du relais 4 × 50 m nage libre

- Championnats d'Europe 2002 à Riesa (Portugal) : 
  -  Médaille de bronze du 100 m nage libre
  -  Médaille de bronze du relais 4 × 50 m nage libre

- Championnats d'Europe 2003 à Dublin (Irlande) : 
  -  Médaille de bronze du relais 4 × 50 m nage libre

- Championnats d'Europe 2004 à Vienne (Autriche) : 
  -  Médaille d'argent du relais 4 × 50 m nage libre
  -  Médaille de bronze du 200 m nage libre

- Championnats d'Europe 2005 à Trieste (Italie) : 
  -  Médaille de bronze du 100 m nage libre
  -  Médaille de bronze du relais 4 × 50 m nage libre

- Championnats d'Europe 2007 à Debrecen (Hongrie) : 
  -  Médaille d'argent du relais 4 × 50 m nage libre

- Championnats d'Europe 2008 à Rijeka (Croatie) : 
  -  Médaille d'argent du relais 4 × 50 m nage libre